# Жандер
Жандер Рибеиро Сантана (порт. Jander Ribeiro Santana; Феира де Сантана, 8. јул 1988) бразилски је фудбалер.

## Каријера
Жандер је у Бразилу играо за мање клубове попут Марилије и Жувентуда, да би се 2011. године преселио у португалски Оланенсе где је две и по сезоне био стандардан. Потом је играо у Португалији по једну сезону и за Жил Висенте, Авеш и Мореиренсе са којим је 2017. године освојио Лига куп Португала.
У лето 2017. је прешао у Аполон из Лимасола. Са овом екипом је освојио Суперкуп Кипра. Био је један од најзаслужнијих што се екипа из Лимасола пласирала у Лигу Европе. У квалификацијама за Лигу Европе 2017. године, Жандер је постигао по гол против данског Мидтјиланда и шкотског Абердина. Затим је у групи одиграо пет од шест утакмица, против ривала који су били крупан залогај за Аполон – Лиона, Евертона и Аталанте.
У сезони 2018/19. је био играч кипарског Пафоса. За овај клуб је одиграо 17 првенствених утакмица, а имао би и више наступа да није добио суспензију од стране Фудбалског савеза Кипра због спора са претходним клубом Аполоном.
Почетком јула 2019. године је потписао двогодишњи уговор са Црвеном звездом. Током јесењег дела сезоне 2019/20, Жандер је за Црвену звезду наступио на 15 утакмица. У Суперлиги Србије је одиграо осам утакмица, где је забележио и један гол и две асистенције, док је у Европи наступио три пута у квалификацијама и три пута у групној фази Лиге шампиона, а играо је и један меч у Купу. Доласком новог тренера Дејана Станковића, Жандер је изгубио место у тиму, па је почетком априла 2020. уговор раскинут.